# Ковч Омелян

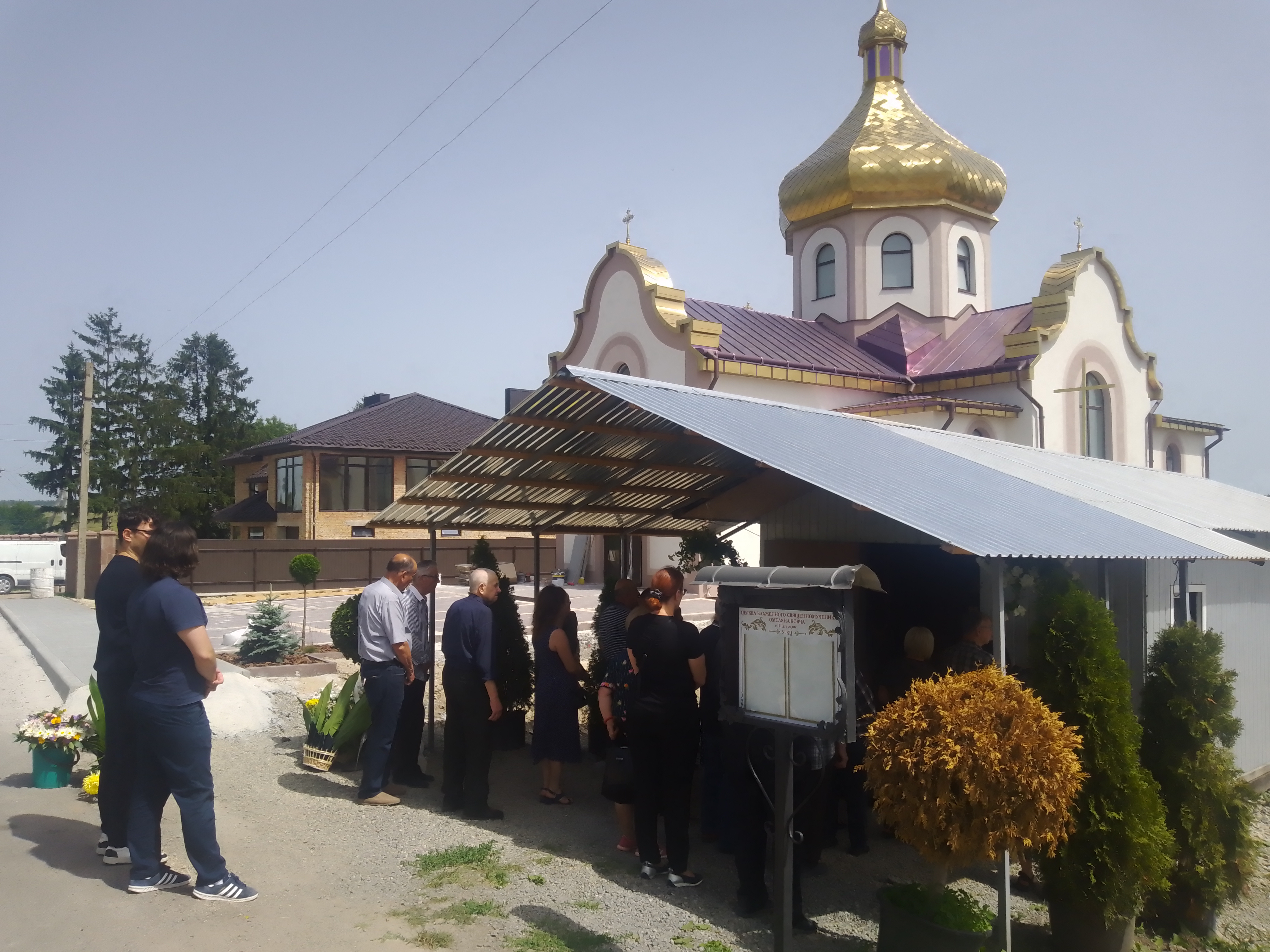
Капличка і Церква Блаженного Священномученика Омеляна Ковча в с. Підгородне Тернопільського району

Омеля́н Ковч (20 серпня 1884, Космач — 25 березня 1944, Майданек) — український греко-католицький священник-місіонер, ісповідник, капелан УГА, громадський діяч, патріот, праведник України (9.09.1999 р.), блаженний священномученик (27.06.2001 р.), покровитель душпастирів УГКЦ (24.04.2009 р.)

## Життєпис

### Дитинство, молоді роки, освіта
|  | Майже в кожної людини в її дитинстві є моменти, які залишають слід на все її життя. Так мусіло бути і з дитинством о. Еміліяна. Розказувала бабуня Марія, мама о. Еміліяна, що малий Еміліян не вснув доки няня не відспівала кілька разів пісоньку про бідного вівчаря сирітку, який, загнавши наніч отару до шопи, брав сопілку і грав та підспівував про те, що вже все вснуло довкола, навіть пташка лягла в гнізді спати, лиш він залишився — «без роду без хати, де голівку склоню не знати, не знати…» Що тоді діялося і що думалося у малій голівонці Еміліяна, не тяжко відгадати тим, хто був у житті з ним і близько нього. Як тільки надходив сумерк (у нас був звичай не світити світла аж буде темно), Тато любив задумуватися, сівши біля вікна, й тоді часто можна було почути, як шепотом повтаряв… «де голівку склоню не знати, не знати…» Цей біль за бездомне сирітство, за людську бідноту й недолю з днів дитинства, пішов разом з ним у його життя аж до останного його віддиху, жертвуючи всеціло собою в бажанні допомогти іншим. |

Омелян Ковч народився 20 серпня 1884 р. у селі Космачі на Косівщині в родині священника Григорія Ковча (1861–1919) та Марії Яскевич-Волфельд (1891–1939). До школи ходив у Космачі й Кіцмані.
Навчався у [де?] (1903–1904 рр.).
Іспит зрілості склав в Українській Державній Ґімназії у Львові (1905 р.).[джерело?]
По закінченні Львівської гімназії у 1905–1911 роках вивчав філософію і теологію у Папському Урбаніанському університеті. В цей час він жив в пансіонаті при церкві св. Сергія та Вакха.
24 жовтня 1910 р. одружився з Марією Анною Добрянською зі Залуцьких.
Батько шести дітей:
|  | Господь, забравши їм батьків, щедро відкрив над ними долоні своєї Господньої опіки: Усі шестеро вони, скінчили бажані студії, доні і два сини оснували свої окремі родини, з синів Сергій (безженний) і Мирон (одружений) стали священниками, при чому невідречі буде відмітити, що о. Сергій дістав сан Митрата й о. Мирон попри теологічні студії закінчив ще й фармацію, а син Роман, інженерію. 3 дочок Анна Марія закінчену ґімназію доповнила педагогічними студіями з дипльомом учительки, на еміграції ще й студії з рахівництва та деякий час працювала за цим фахом, крім цього мала ласку опрацювати кілька книжок; дочка Ірина, закінчивши середню школу вже за большовицької окупації здобула дипльом мед-сестри і, повторивши в Німеччині іспит, працювала за цим фахом в Ульмі, наймолодша з дітей Ліда залишила другий рік медицини, здобула фах бібліотекаря і працювала в мійській бібліотеці у Торонті Канада. |

### Душпастирська праця
Священничі свячення одержав з рук Єпископа Григорія Хомишина 1911 р. В тому ж році призначений на парохію в с. Підволочиськ, Скалатського повіту.
У 1912 році зголошується на місійну працю серед українців-католиків у Югославії. Тут завідує парафією Козарац і приналежними їй кольоніями округи Прієдор у Боснії, де займався душпастирською опікою емігрантів з Галичини.
У 1916 році повертається до Галичини, стає сотрудником на парохії с. Сарники Горішні Рогатинського повіту. 1919 року призначений польовим духівником Бережанського Коша УГА. 1921 р. — душпастирське служінняв в с. Боршів Перемишлянського повіту
У 1922 році його призначають парохом храму св. Миколая греко-католицької громади в місті Перемишляни та настоятелем храму Собору Пресвятої Богородиці в с. Коросно, недалеко від Львова.

### КапеланУГА
|  | Спис полєвих духовників УГА в 1918–1920 рр. (…) Ковч Григорій (батько) Нар. 1861 р. Висв. 1885 р. Був полевим духовником II Галицького Корпусу. Був за Збручем. Помер 19 грудня 1919 р. в Староконстантинові на тиф. Ковч Омелян (син). Нар. 1884 р. Висв. 1911 р. Обслуговував, як полевий духовник хворих і ранених в полєвій лічниці ч.4. Був за Збручем. Замордований тайною німецькою поліцією в концентраційному таборі в Майданку, біля Любліна, в 1943 р., за сприяння жидам. |

Роман Долинський — підполковник IV Дивізії згадує:
|  | В час творення Української Галицької Армії о. сотник Омелян (Еміліян) Ковч був призначений полевим духовником Бережанського Коша. Молодий тоді о. Ковч був повний енерґії та сил. Не було кутка в Коші, де наш Духовник не появлявся б кілька разів на день. не було відтинка складного життя Коша, в якому наш Духовник не брав би відповідної для нього участи. Кожного ранку, відслуживши Божественну Літурґії, о. Ковч поспішав до шпиталя, що був уже повний учасників боїв за Львів. Щодня можна було бачити його на полі вправ, в канцелярії, в магазинах, всюди він полагоджував скарги окремих частин чи вояків, завжди знаходив час для вояків та полагодити їх жалі — радше своїм авторитетом та здібністю, як правним реґуляміном. Для тодішнього команданта Коша, отамана П. Бігуса, о. Ковч був чи не найкращим помічником у виховній праці.(…)Пригадую собі епізод боїв, що відбувся на фронті під Львовом на Великдень 1919 року. Перед самим Великоднем відходила маршова частина з Бережанського Коша, яка мала змінити облогу Львова. Отець Омелян Ковч, враз з кількома делегатами громадян міста Бережан, відїхав з маршовою частиною, щоб відвідати вояків на фронті та передати їм Великодні подарунки. Отець Ковч рішився відвідати найдальш висунену позицію в районі Лисої Гори. Мабуть, знаючи рішучість нашого Духовника, командування боєвого відтинку не заборонило цього, але доручило одному підстаршині й мені супроводити його до позиції. Саме в ніч під Воскресення ми без пригод прибули на позицію та поділились Свяченим, яке поблагословив там же о. Ковч після короткого Молебню. Командант застави попередив, що поляки на світанку наших свят можуть зробити наскок, розраховую на нашу неувагу. Так і сталося. На світанку поляки відкрили вогонь з кулеметів, ґранатометів та крісів. Один вояк був ранений в ногу. Вже розвиднялось, ворожий вогонь слабшав, — бо поляки чекали мабуть на підкріплення. Отець Ковч піднявся разом з нами винести раненого в запілля та передати його у полевий шпиталь для першої допомоги. Всі відраджували о. Ковчеві. бо треба було проскочити простір, приблизно 50 метрів, який був в засягу ворожого вогню. В ночі він був безпечний, але в той час було вже зовсім ясно. Отець Ковч сказав жартом: «Ви ж знаєте, панове, що я свячений, а свяченого куля так легко не бере». |

### У Перемишлянах, Коросні й Перемишлянському Повіті
У 1922 році о. Ковча призначають парохом храму св. Миколая греко-католицької громади в місті Перемишляни та настоятелем храму Собору Пресвятої Богородиці в с. Коросно, недалеко від Львова. Стараннями о. Омеляна масивної будови стародавню церкву св. Миколая, сильно знищену, яку татари й турки, здобувши місто, вживали за свій мінарет (на пам'ятку цього вірні й залишили півмісяць у підніжжі хреста на бані), повністю відновлено. Починаючи з даху і фасаду, подбав про її внутрішнє оздоблення і вставлено в ній нову підлогу. Біля церкви збудовано дзвіницю і куплено до неї два великі дзвони. Загороджено церковне цвинтарище з якого з трудом усунено з давніх років побудовану там «будку» з продажу м'яса. Було відновлено Народний Дім,. В нових прибудовах до цього Дому знайшла місце велика театральна зала та новозорганізований Український Банк, а в розбудованому підвалі повітова кооперативна гуртівня. 3 допомогою о. Ковча куплено в Перемишлянах ще й середньої будови дім де розмістилось українське передшкілля, а згодом, він став осідком Сестер Служебниць (тепер Сестер Студиток) у проводі Сестри Марії — Фанки Ляхер. Подбав про часткове відновлення церкви і резиденції в Коросні та про будову дому Просвіти і кооперативи. Для цієї праці о. Ковч не тільки залучив людей, своїм незвичайним відношенням та авторитетом, а й зумів придбати для всіх цих потреб відповідні фонди (хоч населення назагал не було багате). Для цих розбудов подвір'я парафіяльної резиденції було складом будівельних матеріалів, тут теж проходили підготовчі праці, а горище над шпихліром, було наче готелем для молоді, яка приходила помагати в будові. З ініціативи й підтримки о. Ковча постає тут Аматорський Кружок, спочатку під проводом Андрушка Транчака, а згодом під керівництвом режисера та декоратора Володимира Трофимяка, парафіяльний і ґімназійний хори під керівництвом адвоката Михайла Гузара. Під проводом студента Петра Савчинського молодь, зокрема учні ґімназії об'єднуються у пластовий гурток, який підтримує і прикриває перед дирекцією польської ґімиазії і поліцією порадами та своїм авторитетом о. Ковч (учням місцевої польської ґімназії було заборонено належати до Пласту), дозволяючи відбуватись зборам пластової молоді під «плащиком» катехизацій на церковному цвинтарі чи в залі Народного Дому. Під проводом студента права Теодора Барана постає в Перемишлянах організація студентської молоді. Члени всіх цих організацій та гуртків, також хори, часто виїздять з концертами і виставами до ближніх сіл. Зорганізованість і активність старших та молоді в Перемишлянах мала великий вплив на увесь перемишлянський деканат, для якого Перемишляни скоро стали справжнім провідним центром. Тут відбувалися повітові Євхаристійні здвиги — Конґреси, Сокільські здвиги, часті повітові віча тощо та ряд кооперативних курсів. Вся ця місцева і повітова активність знаходила не тільки постійну підтримку о. Ковча, — він часто й був її організатором та промоутором. У період між двома світовими війнами виступав за переклад молитов і богослужінь українською мовою.
У жовтні 1933 року в с. Боршів виголосив проповідь, у якій засудив політику голодомору, яку проводили комуністи у Великій Україні. За цю промову  о.Е.Ковч бувазарештований польською владою 

### «Майданек», концентраційний табір біля Любліна (Польща)— місце мученицької смерті і вічного спочинку о. Омеляна Ковча
Під час німецької окупації Галичини, намагаючись врятувати євреїв від знищення, хрестив їх і видавав їм метрики про хрещення, незважаючи на заборону цього окупаційною владою. Загалом їм було видано більше 600 свідоцтв про хрещення. Звернувся з листом до Гітлера, в якому засуджував масові вбивства євреїв і вимагав дозволу відвідувати євреїв у гетто. За ці дії 30 грудня 1942 р. був заарештований гестапо й кинутий до львівської в'язниці на Лонцького (тепер — вул. Степана Бандери), а в серпні 1943 р. — до концтабору Майданек, де таємно продовжував свою священницьку діяльність.
|  | I ще одне цінне свідчення про життя Батька в концтаборі Майданек: від колишнього в'язня Миколи Зацухного, щирого добродія Батька в тому таборі, якому пощастило видержати і щасливо дістатися на волю. Це свідчення наспіло 1974 року (…) «Вашого Батька приділили в 14-тий бльок на третьому полі. Бльоковим був обер-бандит поляк Зиґмунт Міллєр. Сам варшавяк, не був україножером як більшість поляків у таборі, але за те був „людожером“. Щоби вдержатися на пості бльокового бив усіх і вся, як то кажуть наліво і право. Однак мушу признати, що до вашого Батька ставився досить можливо. Дозволив Отцеві відправляти в кутку бараку і вдавав, що не бачить, як сповідав і причащав вірних». (…) В дальшому М. Зацухний описує свою зустріч з о. Еміліяном Ковчем: "Це було десь у першій половині вересня 1943 року, — (пише він). — Я працював тоді в городі при кухні на третьому полі і побачив в'язня, що з трудом пхав повно наладовані каменями тачки. Був босий, без шапки, без маринарки, тільки в сорочці та штанях. Це був новоприбулий, бо лице і ноги були необпалені. На правій штанці свіжо нашитий номер (2399) і на червоному трикутнику видніла буква — ознака державної приналежности — «Р» (значить польська). Тяжкі тачки змучили в'язня і він пристанув, щоб дещо відпочити. Тоді я наблизився до новоприбулого і запитав хто він і звідкіля приїхав. Виявилося, що цим новоприбулим був Ваш Батько о. Еміліян Ковч, парох Перемишлян. |

Отець Омелян Ковч до останнього у Майданеку залишався відданим і вірним душпастирем. В одному зі своїх листів, який вдалося передати дітям, він писав:
|  | Я дякую Богові за Його доброту до мене. За винятком раю, це єдине місце, де я хочу бути. Тут ми всі рівні: поляки, євреї, українці, росіяни, латвійці та естонці. Я єдиний священник між ними. Навіть не можу собі уявити, як тут буде без мене. Тут я бачу Бога, який є один для всіх нас, без огляду на наші релігійні відмінності. Можливо наші церкви є різні, але той самий Великий і Всемогутній Бог править усіма нами. Коли я відправляю святу літургію, вони всі моляться.(…) Вони умирають по-різному, і я допомагаю їм перейти цей маленький місточок до вічності. Хіба це не благословення? Хіба це не найвеличніша корона, котру Бог міг положити на мою голову? Це справді так. Я дякую Богові тисячу разів на день за то, що послав мене сюди. Я більше Його ні про що не прошу. Не переживайте і не тратьте віри у те, що я роблю. Замість того, радійте мною. Моліться за тих, хто створив цей концентраційний табір і цю систему. Вони єдині, хто потребує наших молитов. Нехай Бог змилується над ними. |

Стараннями родини і митрополита Шептицького мав змогу врятуватися.
|  | Я розумію, що ви стараєтеся визволити мене. Але я вас прошу цього не робити. Вчора вони вбили 50 людей. Якщо мене тут не буде, то хто допоможе їм перейти через ці страждання. Вони підуть по шляху до Вічності з усіма їхніми гріхами і зневірою, котра приведе їх у пекло. А зараз вони ідуть на смерть з високо піднятими головами, залишивши позаду всі гріхи. І таким чином вони попадуть до вічного міста. |

Отець Омелян Ковч до останнього дня життя сповідав і причащав в'язнів концтабору, аж 1944 року важко захворів. Проблеми зі шлунком не вдалося приховати від табірної поліції. 25 березня «парох Майданека» помер, його тіло спалено в крематорії.

## Беатифікація
24 квітня 2001 р. у присутності Його Святості папи Івана Павла II у Ватикані проголошено декрети мучеництва, героїчних чеснот та чуд 52 слуг Божих. Декрети стосувалися і 28 слуг Божих Української греко-католицької церкви. Одним із декретів стверджено мучеництво 26 кандидатів архиєпархіального процесу, завершеного у Львові 2 березня. Передана звідти документація на кожного з них містила життєпис, відомості про мученицьку смерть, а також богословський аналіз його праць, якщо такі були. Визнано мученицьку смерть 8 єпископів, 14 священників, 3 монахинь і одного мирянина.
Під час пастирського візиту в Україну Святіший Отець 27 червня 2001 р. на полі львівського іподрому під час Божественної Літургії у візантійсько-слов'янському обряді проголосив блаженними (тобто, у східному розумінні — святими) 28 українських мучеників і вірних слуг Божих УГКЦ. Тоді вперше чин беатифікації за латинським обрядом звершено на українській землі, як і вперше — в контексті східної Літургії.
До гідності блаженних (тобто святих) піднесено мучеників УГКЦ спеціальною формулою беатифікації:
|  | Нашою апостольською владою ми дозволяємо, щоб відтепер і надалі всечесних Слуг Божих величати блаженними і щоб їхні свята (празники) святкували кожного року у місцях і відповідно до чину |

Українська греко-католицька церква вшановує літургійну пам'ять бл. свщмч. Омеляна Ковча 27 червня за юліанським календарем (14 червня за григоріанським).

## Покровитель душпастирів УГКЦ

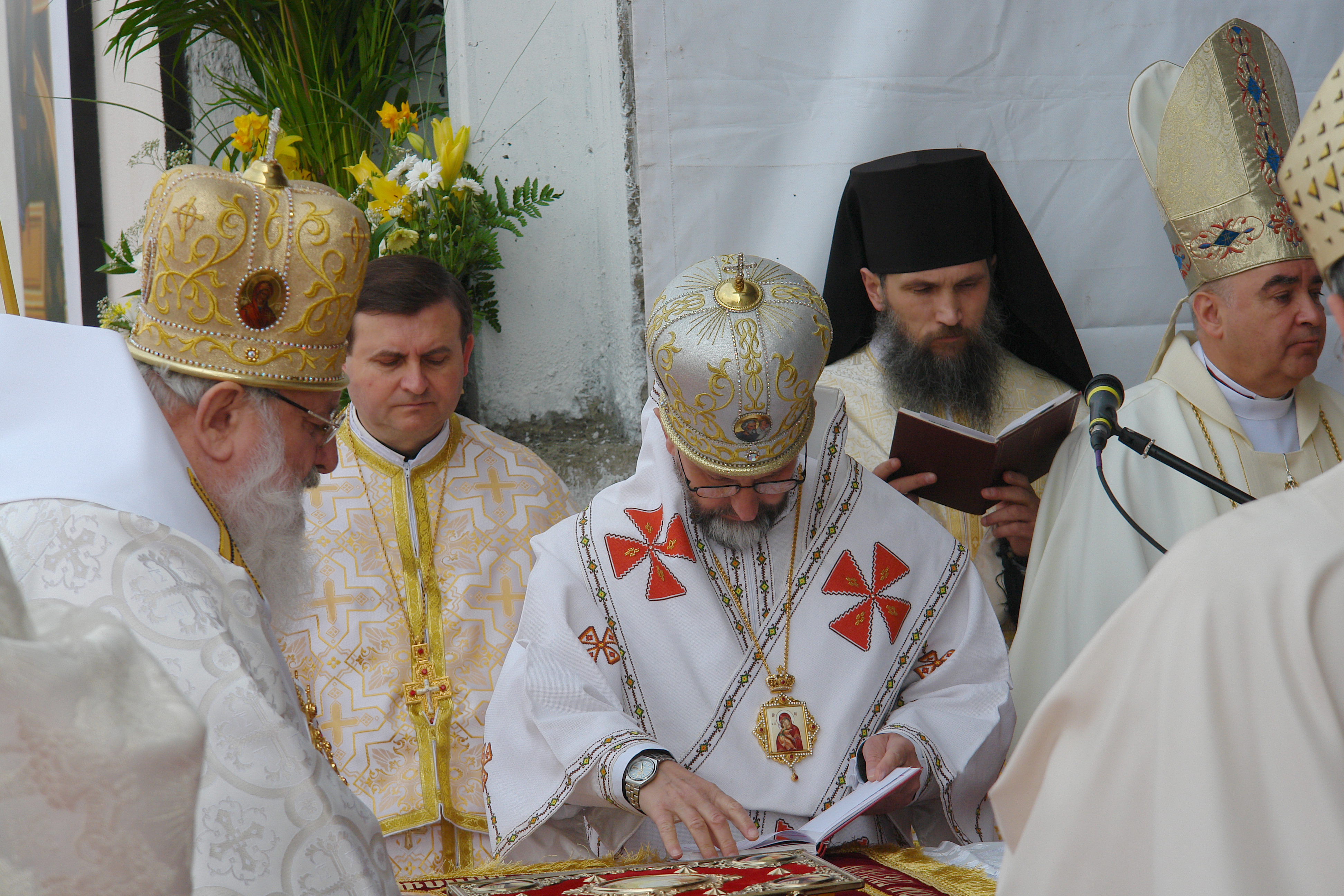
24 квітня 2009 р., Київ, урочисте проголошення бл. свщмч. Омеляна Ковча покровителем душпастирів УГКЦ. Урочиста Літургія.
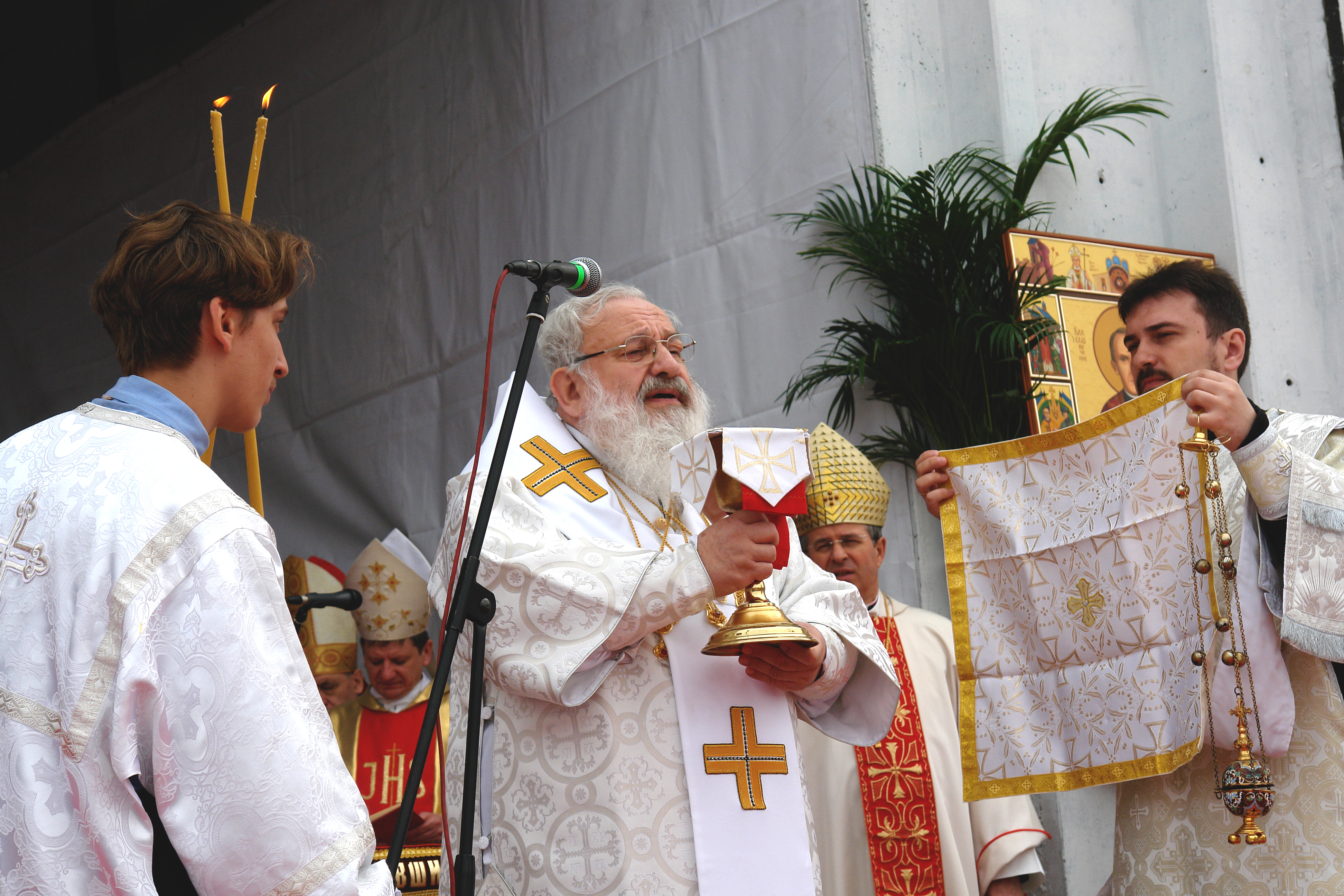
24 квітня 2009 р., Київ, урочисте проголошення бл. свщмч. Омеляна Ковча покровителем душпастирів УГКЦ. Блаженіший Любомир Гузар під час урочистої Літургії.
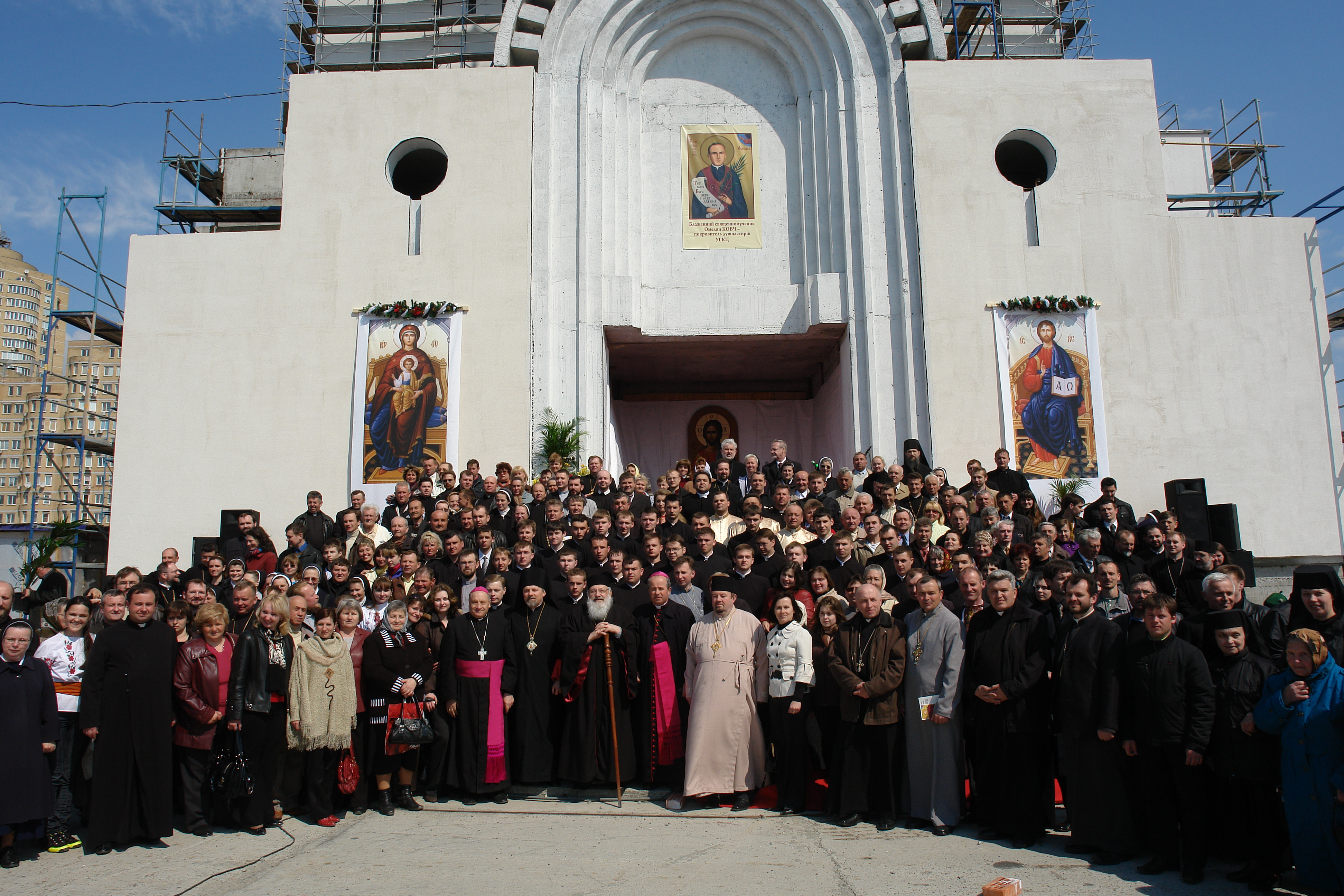
24 квітня 2009 р., Київ, урочисте проголошення бл. свщмч. Омеляна Ковча покровителем душпастирів УГКЦ.
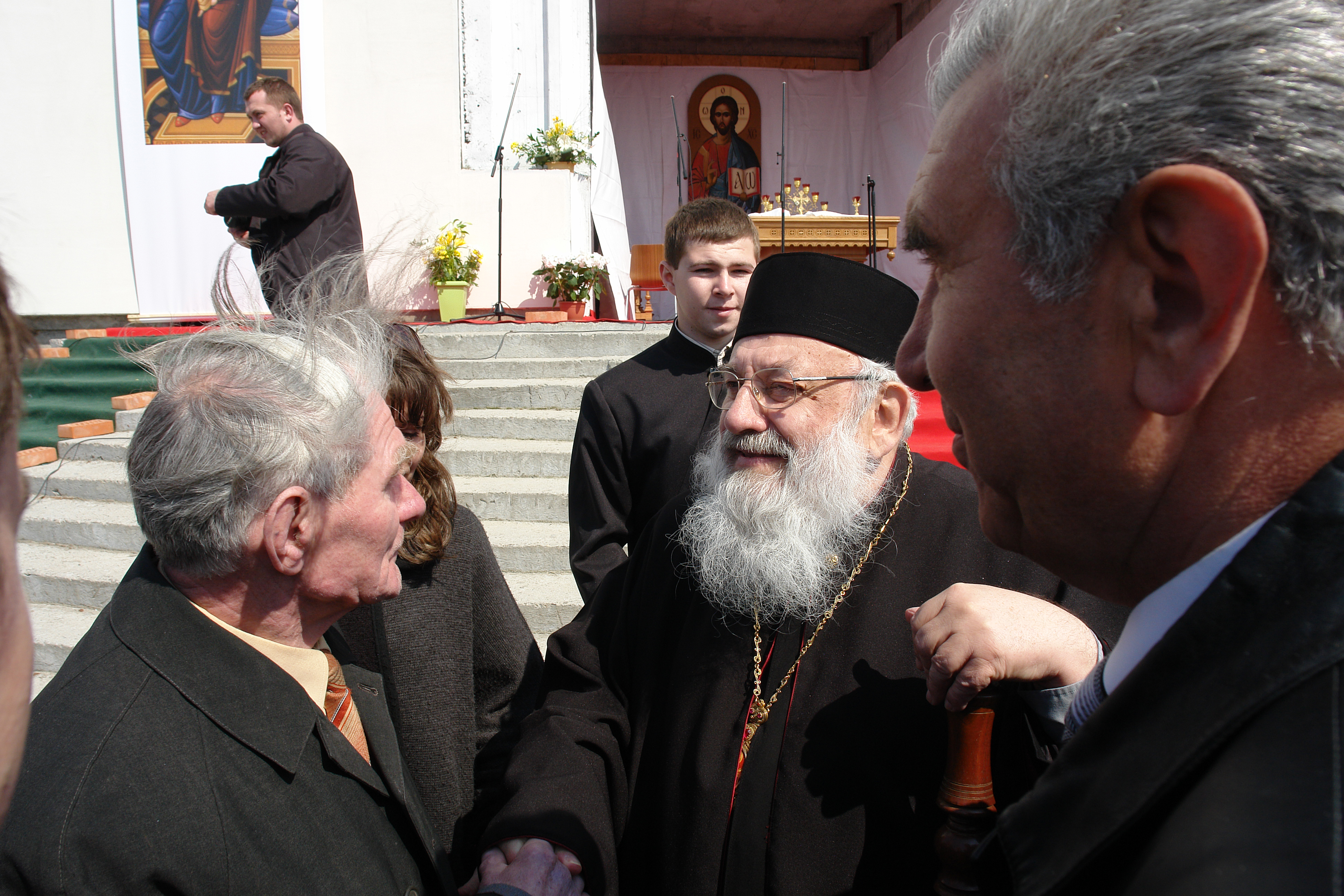
Іван Ковч і Блаженіший Любомир Гузар після урочистостей

Восени 2008 р. Синод єпископів УГКЦ проголосив Блаженного Священномученика Омеляна Покровителем душпастирів УГКЦ. А 24 квітня 2009 р., у Києві, на території будівництва Патріаршого центру УГКЦ відбулося урочисте проголошення бл. свщмч. Омеляна Покровителем душпастирів УГКЦ.
|  | Для нас дуже важливо, щоб наші священники з огляду людської культури, людяності, науки, душпастирства були високої якості. Ми стараємося виховувати наших священників у тому дусі. Тут важливо мати живий приклад людини, душпастиря, яка не жила тисячу років тому, а є ще свіжою у людській пам'яті. Тому для нас пам'ять про о. Ковча, про священномученика Омеляна є надзвичайно важлива. Передусім, як виховний момент доброго прикладу для усіх наших душпастирів, але також важливим є його покровительство, молитва перед Господом Богом за усіх нас, священників. |

27 квітня 2009 року з Майданека в Одесу був доставлений прах, що залишився від безлічі спалених нацистами людей. Через те, що неможливо було знайти справжні мощі блаженного Омеляна Ковча, керівництво УГКЦ ухвалило рішення вважати цей прах мощами блаженного мученика.

## Вшанування пам'яті

### Відкриття меморіальної дошки в Перемишлянах
У 2002 році було відкрито меморіальну дошку Омеляну Ковчу у Перемишлянах.

Меморіальна дошка о. Омеляну Ковчу у м. Перемишляни (2002)

### Комітет із вшанування пам'яті
Комітет із вшанування пам'яті Блаженного Священномученика Омеляна Ковча було засновано у 2010 році. Його Почесним головою є Кардинал Любомир Гузар. Діяльність Комітету здійснюється під патронатом Глави Української Греко-Католицької Церкви.
Зусилля Комітету мають на меті сприяти втіленню ідей Блаженного Священномученика Омеляна Ковча задля міжнаціонального, міжконфесійного та міжрелігійного діалогу, плекання толерантності і взаєморозуміння в суспільстві, популяризації соціально-корисної та благодійної діяльності.
Комітет дбає про відновлення пам'яті про отця Омеляна Ковча і поширення знань та відомостей про його видатне життя, мученицьку смерть і великий подвиг жертовності та любові до людей.
У 2010 році Комітет заснував Відзнаку Блаженного Священномученика Омеляна Ковча, яка вручається щорічно за значний внесок у справу екуменічного і культурного діалогу, міжрелігійного та міжнаціонального порозуміння та за особистий життєвий приклад жертовності і чоловіколюбства.

### Відкриття обеліска з пам'ятною таблицею в «Майданеку»

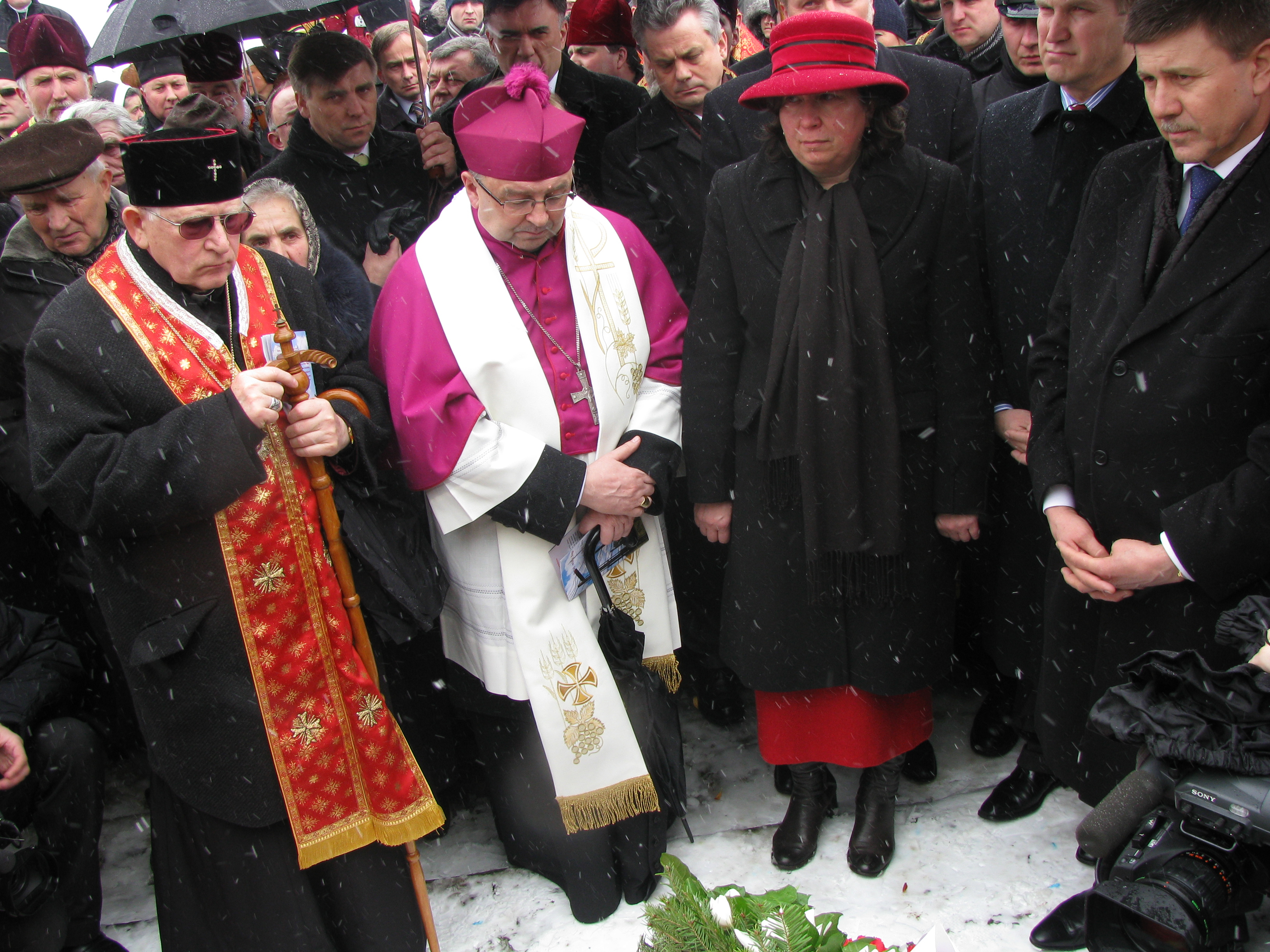
Проща духовенства та мирян до меморіального комплексу — музею «Майданек» з нагоди відкриття пам'ятної таблиці (у камені і бронзі, присвяченої о. Омеляну Ковчу. На передньому плані, зліва на право: Митрополит Перемисько-Варшавський Кир Іван Мартиняк, Архієпископ Люблінський Юзеф Жицінські, Люблінська віцевоєвода Генрика Стройновска, надзвичайний Посол України у Республіці Польща Олександр Моцик, віце-прем'єр-міністр України Іван Васюник
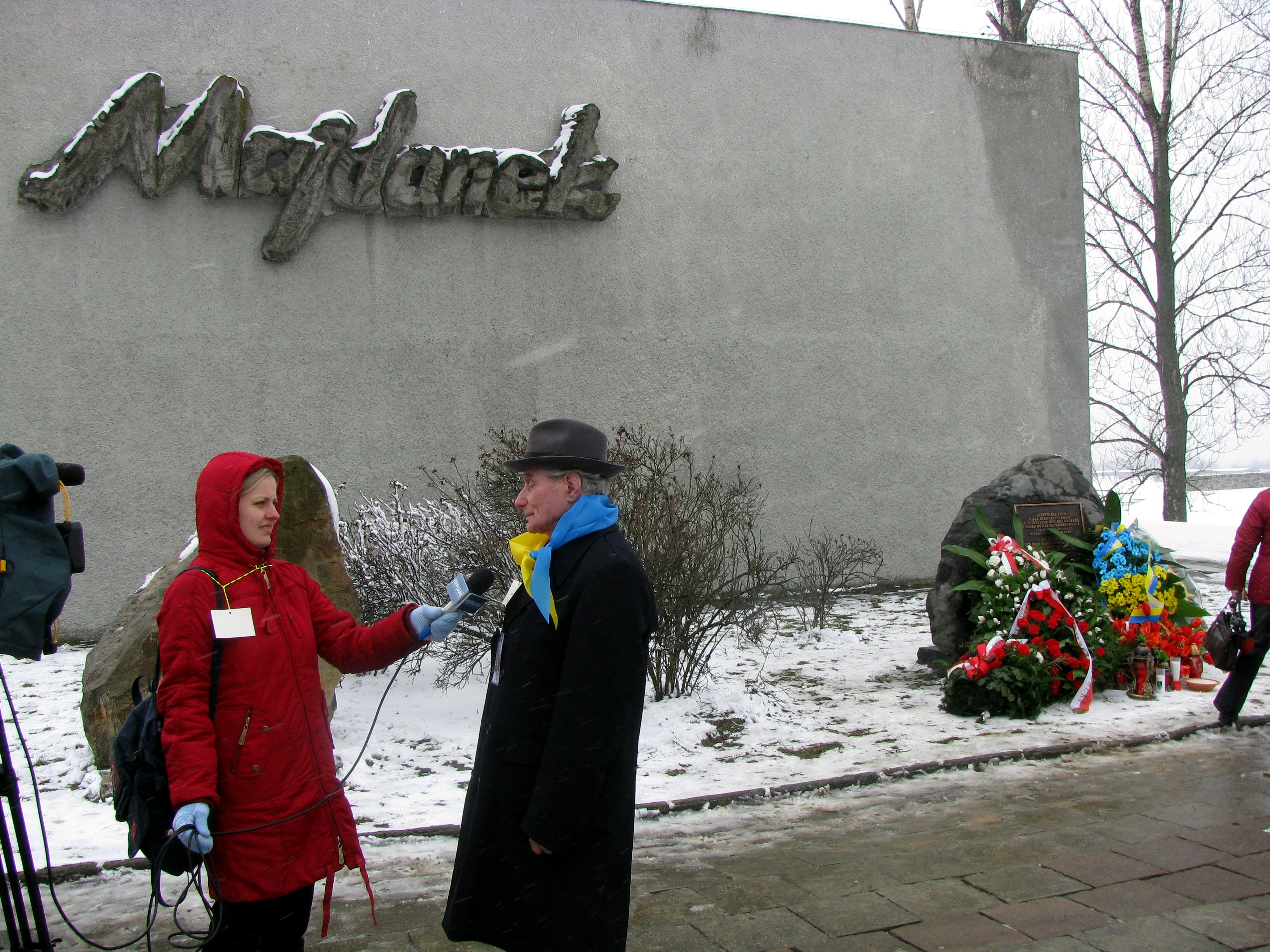
Проща духовенства та мирян до меморіального комплексу — музею «Майданек» з нагоди відкриття пам'ятної таблиці (у камені і бронзі, присвяченої о. Омеляну Ковчу. І. М. Ковч, інтерв'ю Першому каналу
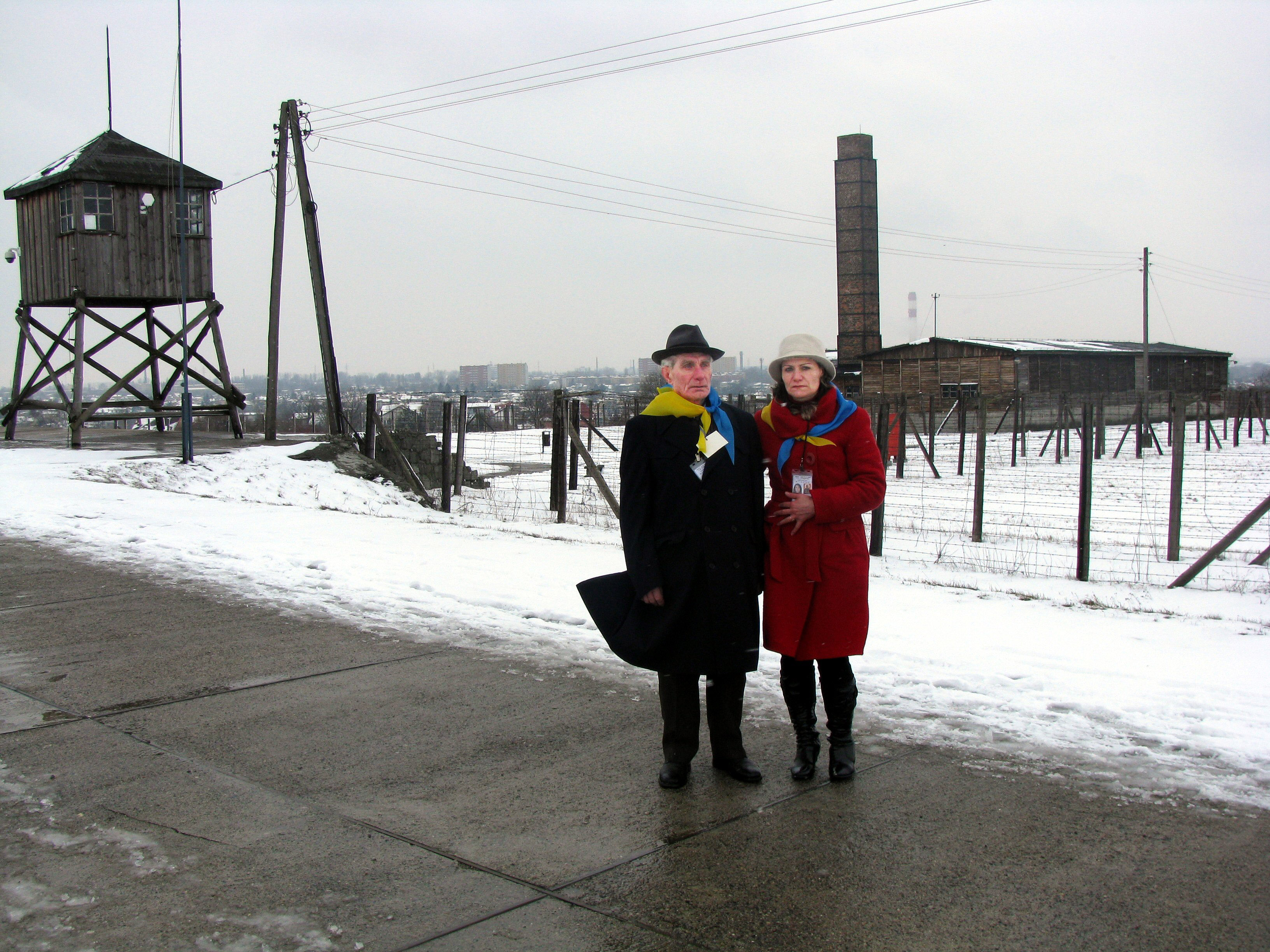
Проща духовенства та мирян до меморіального комплексу — музею «Майданек» з нагоди відкриття пам'ятної таблиці (у камені і бронзі, присвяченої о. Омеляну Ковчу. І. М. Ковч, Майданек, з дочкою Зоряною

У березні 2009 року паломницьким центром «Джерела духовності» (тепер — «Патріарший паломницький центр») Львівської архієпархії УГКЦ було організовано прощу духовенства та мирян до меморіального комплексу-музею «Майданек» (колишній концентраційний табір «Майданек»), що на території республіки Польща, з нагоди відкриття пам'ятної таблиці (у камені і бронзі), присвяченої українському греко-католицькому священникові, блаженному священномученикові Омеляну Ковчу та прийняття праху і передання його до катедральних соборів кожної єпархії. Ініціатором увічнення пам'яті о. Омеляна виступив о. Стефан Батрух. Радник-посланник Посольства України у Республіці Польщі Мирон Янків і отець Стефан узгодили й «втрясли» усі організаційні моменти з польською стороною, зокрема воєводою Люблінським, а також з радою меморіального музею «Концтабір Майданек». Було взято до уваги статут «Майданека», який забороняє «індивідуальне» увічнення пам'яті того чи іншого ув'язненого концтабору. Пам'ятна таблиця — це вшанування заповіту отця Омеляна Ковча, в якому він закликав не робити різниці між людьми різних національностей — між українцями, євреями, поляками. На таблиці викарбувано слова: «Тут я бачу Бога — Бога, який є однаковий для всіх нас, незалежно від наших релігійних відмінностей». Втілив у бронзу і камінь ідею пам'ятної таблиці о. Омеляну Ковчу народний художник України Іван Самотос.

### Урочиста академія в Космачі
У червні 2009 р. в с. Космач, Косівський р-н, Івано-Франківська обл., на батьківщині о. Ковча відбулася урочиста академія присвячена 125-й річниці від дня народження і 65-й річниці від дня мученицької смерті блаженного священномученика о. Омеляна Ковча. Урочистості були організовані стараннями о. Ігора Андрійчука, місцевого пароха і церковної громади м. Перемишляни. Свої авторські твори прочитали поети Ніна Сніжна і Іван Ковч

### Урочистості по вшануванню пам'яті оо.Ковчів у с.Малий Любінь.

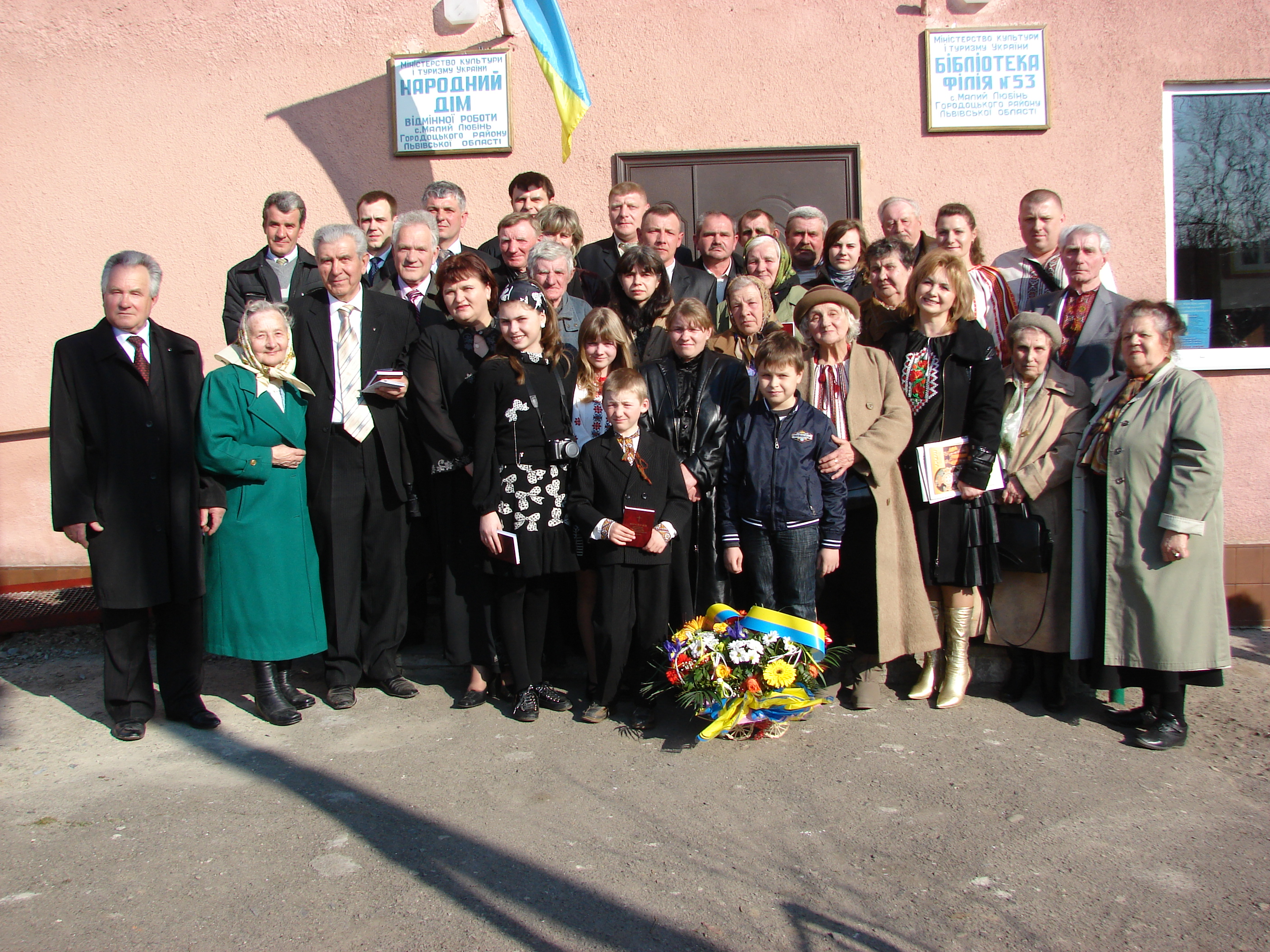
Малий Любінь. Захід присвячений пам'яті отців Ковчів, 3 квітня 2011. Родина Ковчів біля Народного дому
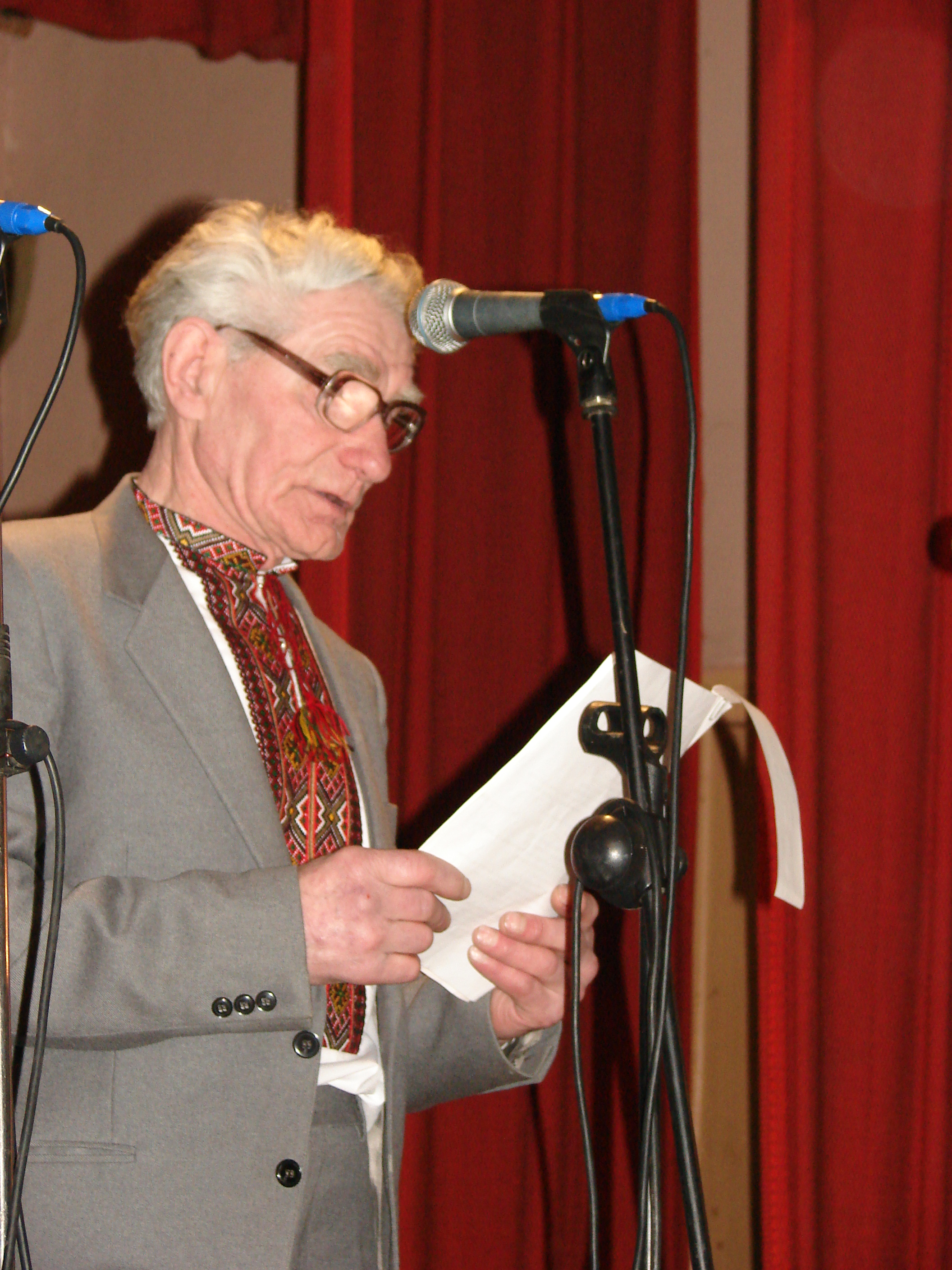
Малий Любінь. Захід присвячений пам'яті отців Ковчів, 03 квітня 2011. Виступає поет Іван Ковч

3 квітня 2011 р. в с. Малий Любінь (на малій батьківщині родини Ковчів) Городоцького р-ну, Львівської обл. відбулись урочистості присвячені пам'яті оо. Ковчів, бл. свщм. о. Омеляна і його батька о. Григорія.

### Відкриття пам'ятника о. Омеляну Ковчу вПеремишлянах

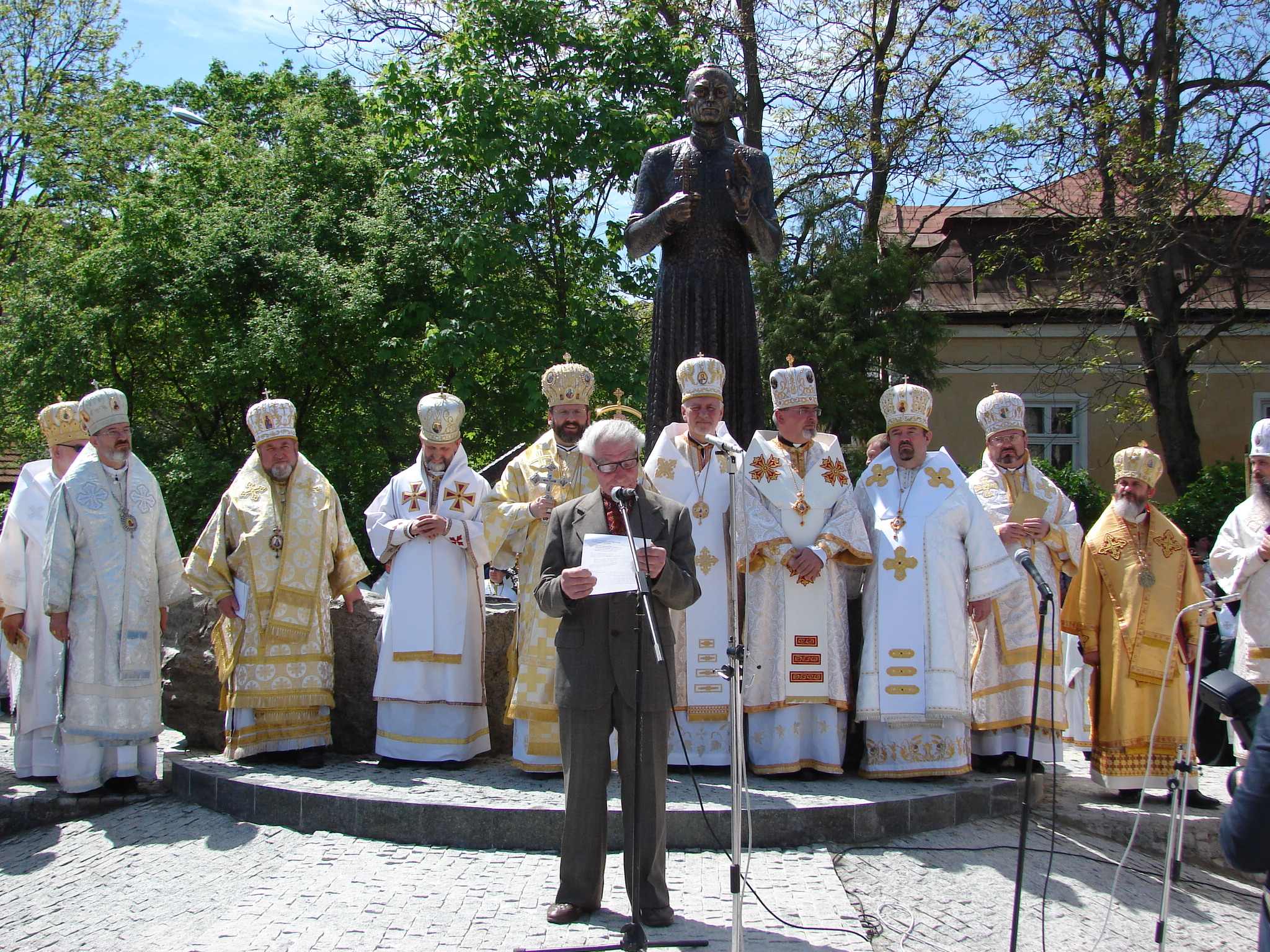
Перемишляни, відкриття пам'ятника о. О.Ковчу. Іван Ковч читає вірш
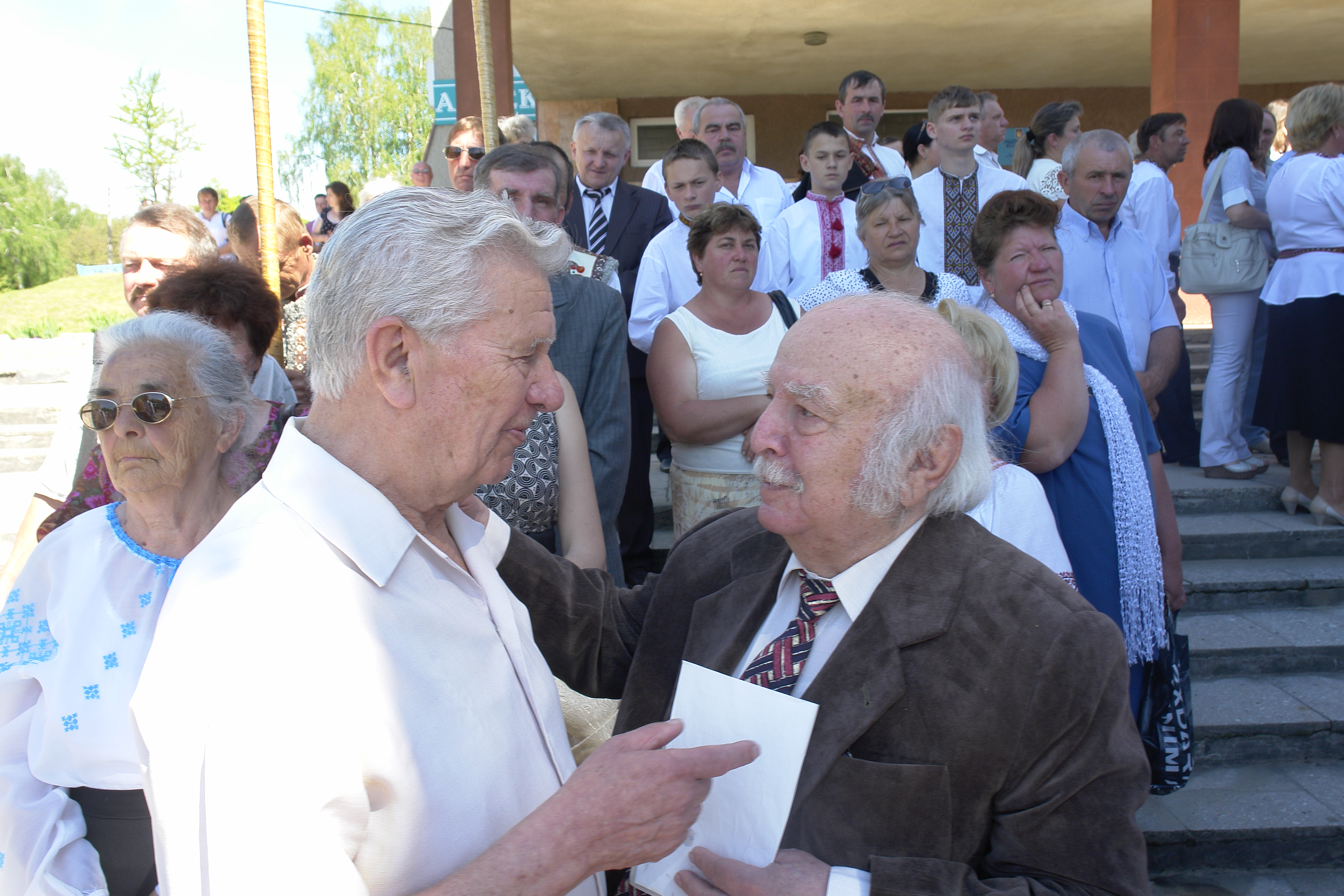
Іван Фуглевич та Леопольд Козловський сучасники о. Ковча

11 травня 2012 року єпископи, духовенство та миряни УГКЦ зібрались на всеукраїнську прощу до м. Перемишляни на Львівщині, яку очолив Блаженнійший Святослав (Шевчук). Проща присвячена вшануванню пам'яті блаженного священномученика Омеляна (Ковча) та відкриттю йому пам'ятника.
|  | Служіння о. Омеляна людям, незалежно від віку, національності, релігійних переконань свідчить про його непересічну особистість праведника. Він служив ближнім незалежно від обставин. У кожній людині він бачив Божий образ. Євреї назвали його праведником України, поляки — парохом Майданека, а Синод Єпископів УГКЦ проголосив його покровителем греко-католицьких священників України, — сказав у духовній науці для священників владика Венедикт (Алексійчук), Єпископ-помічник Львівської архиєпархії УГКЦ |

Виготовлений з бронзи, пам'ятник сягає 2,5 метри висотою. До складу авторського колективу з виготовлення пам'ятника входили скульптор Володимир Одрехівський та архітектори Олександр Ярема, Олександра Лібич, Денис Белюх і Олександр Матушков. Отець Омелян Ковч зображений у ході і мовби «вознесеним» над вистражданою землею, яка втілена у формі драматично зміщених зруйнованих брил. Як символ його жертовного подвигу — тернова гілка оповиває п'єдестал у вигляді ковчегу. В правій руці — благословляючий хрест, а у лівій — Біблія.

### Відкриття пам'ятника о.Омеляну Ковчу вЛюбліні
Відкриття пам'ятника Омеляну Ковчу запланувано на 28 травня 2020 року в польському місті Люблін. Над пам'ятником Омелянові Ковчу працювали скульптор Олександр Дяченко та архітекторка Марта Дяченко.

### Вулиці названі на честь о.Омеляна Ковча

##### У Львові
Депутати Львівської міської ради 24 травня 2012 року перейменували вул. Винниця на вул. о. Омеляна Ковча. «За» проголосувало 63 депутати.

##### Перемишляни
У місті Перемишляни існує вулиця Омеляна Ковча.

##### У Любліні (Польща)
Названо кільце блаженного отця Омеляна Ковча на перехресті вулиць Армії Крайової та Івана Павла II.

### У кінематографі. Фільм «Парох Майданека»
Омеляну Ковчу присвячено документальний фільм «Парох Майданека». Режисер та автор сценарію фільму «Парох Майданека» Ґжеґож Лінковський. Задум авторів фільму полягав у тому, щоб показати квінтесенцію, ідею діяльності отця Ковча, адже це не історичний, а документальний фільм. Автор намагався зосередити увагу глядачів на тому, як отець Омелян Ковч, незважаючи на свою національність та релігійну належність, допомагав росіянам, євреям та полякам.

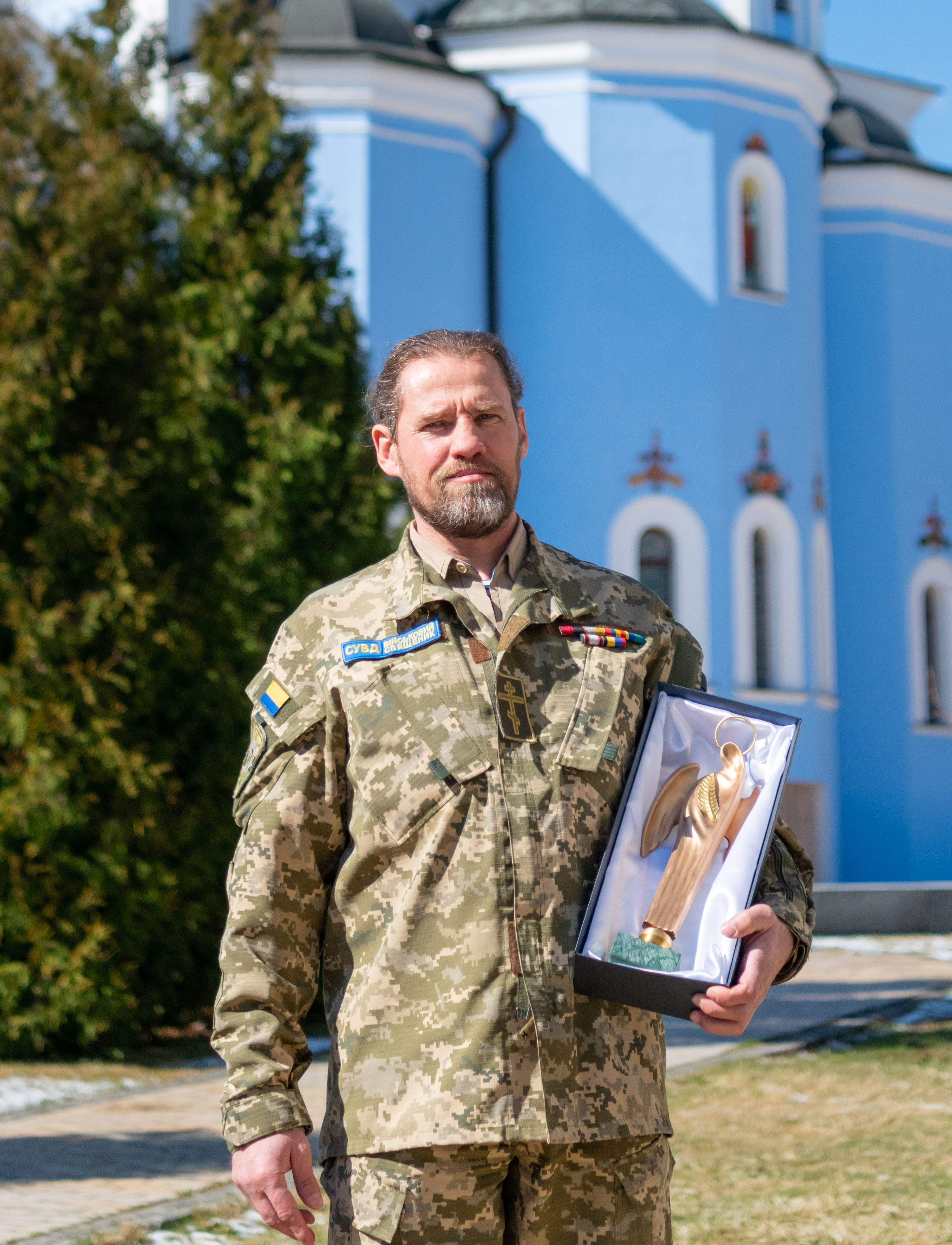
Капелан СУВД Юрій Казміренко з нагородою імені блж. свщмч. отця Омеляна Ковча

### VIII Церемонія вручення відзнак ім. Омеляна Ковча
27 березня 2019 року відбулося нагородження чотирьох капеланів за особистий приклад жертовності і самопосвяти заради порятунку душ і життя захисників нашої землі, правди і свободи. Нагороди імені блаженного священномученика Омеляна Ковча отримали капелани різних конфесій: Юрій Казміренко (СУВД Православної Церкви України), Іван Ісайович (Мукачівсько-Ужгородська Єпархія Української Греко-Католицької церкви), Павло Гончарук (Кам'янець-Подільська дієцезія, Римо-Католицька церква в Україні) та голова ГО «Об'єднання християн-військовослужбовців України», Василь Хіміч (Всеукраїнський союз церков євангельських християн-баптистів). Урочисте нагороди вручав блаженніший Святослав (Шевчук) в Національній опері України. Також виступали сестри Тельнюк. Зранку цього ж дня відбувся семінар присвячений 135-їй річниці з дня народження та 75-им роковинам з дня смерті Омеляна Ковча. На семінарі виступали капелани з різних конфесій та священники.

### Музей
Краєзнавчий музей смт Підволочиськ названий на честь Омеляна Ковча.

## Праведник народів світу
Праведниками народів світу, згідно з рішенням ради офіційного меморіалу Голокосту, Яд Вашем (Ізраїль), визнавалися неєвреї, що ризикували життям, рятуючи євреїв під час Голокосту.
Щоб отримати відзнаку «Праведника», особа має задовольняти кілька вимог:
- тільки єврейська спільнота може висунути кандидатуру;
- не беруться до уваги ті, що допомагали своїй родині, чи євреї, навернені в християнство;
- допомога мала повторюватись або бути значною;
- допомога мала надаватись без очікування будь-якої фінансової компенсації (хоча покриття витрат на їжу та проживання вважається допустимим).[27]

|  | Щойно, коли услід за першими вояками прийшли чергою відділи СС-ів, вони зразу кинулися грабити і мордувати жидів. Брат Мирон був з Батьком у хаті, вони завважили дим поблизу церкви й почули водночас розпачливі крики, — кількох жидів у великій паніці вбігли до хати й стали благати в Батька рятунку: «Німці кинувши в божницю, де вони саме зійшлися на молитву, запальні бомби, закрили двері й окруживши божницю та підпалені недалекі жидівські хати, не допускають рятунку» — голосили вони. Без секунди застанови, каже Мирон, Батько вискочив з крісла і побіг, — я біг за ним, думаючи, що насправді Тато може тут порадити, але в Батька голові не було ніякої іншої думки крім тієї, що люди горять і просять рятунку. Він вбіг між юрбу біля божниці і сильним голосом німецькою мовою, яку знав перфектно, скрикнув до вояків, щоб залишили божницю й відійшли. I, надиво, вояки здезорієнтувалися, сіли у свої мотоциклі й відїхали у сторону своєї станиці, «Мені волосся дубом стало», розказував Мирон, «що тепер станеться з моїм Татом», — і стративши його з очей, кинувся за ним шукати серед юрби, вогню і несамовитих криків. Та Тато з допомогою інших відкрив підперті важким стовпом двері божниці, вбіг у середину й став просто витягати напів притомних, раз-у-раз різко викрикуючи: «Тікайте, хто куди може, німці зараз сюди вернуться!»… Одначе німці не вернулися вже того дня під божницю. Чи мало жидів тоді згинуло, але й багато врятувалося. Пізніш один з тих врятованих, Дувит Ґольдман, — жид Левіт, що навіть готовив свого найстаршого сина на рабіна, — переказав Батькові, що серед тих, яких він виніс з палаючої божниці, був Белський рабін, що був малого, ніби хлопчина, росту. "Він,-говорив Дувит у приявності Мирона, деякий час скривався у Пермишлянах і що лиш згодом міг передати Батькові подяку за цей його та інших рятунок. Дивувався Батько, каже Мирон, бо рятував кого міг і щойно при згадці Дувита про малого ростом рабіна пригадав, що «хтось» малого росту ніби хлопчина вчепився був його шиї і він, як інших, витягнув його на двір, а про переховування рабіна, так і видно було, що Батько про це знав. |

В 1943 році о. Омелян був заарештований гестапо за допомогу більш ніж 600 євреям, яким він видав метрики про хрещення.
9 вересня 1999 р. Єврейська рада України надала о. Омеляну Ковчу звання «Праведник України».

## Свідчення
Біля праху блаженного священномученика Омеляна Ковча молилися за оздоровлення двох дівчаток, які страждали від нервових розладів. Після тижня молитов, сповіді, причастя, хвороба відійшла.

## Молитва
- о. Євген Задорожний ЧНІ. Молебен до Блаженного Священномученика Еміліяна Ковча.[30]
- Акафіст до блаженного Омеляна Ковча, презентований 2019 р., в 135 річницю з дня народження та 75 роковини смерти. Прем'єра відбулася в соборі св. Юра у Львові 24 листопада 2019 р. Текст акафіста написав о. Назар Заторський, музику — с. Марія Слєпченко[31].
- Акафіс блаженному священномученику Омеляну Ковчу.[32][33]
- Дев'ятниця за священників через заступництво бл. Омеляна Ковча, покровителя душпастирів УГКЦ.[34]

## Віконографії
Ікона «Блаженний священномученик Омелян Ковч з житієм» була освячена патріархом кир Любомиром 24 квітня 2009 р., у Києві, на території будівництва Патріаршого центру УГКЦ під час урочистого проголошення бл. свщмч. Омеляна Покровителем душпастирів УГКЦ.
Блаженний священномученик о. Омелян Ковч на образах (іконах) зображений на золотистому (темно-жовтому) тлі, що символізує Небесне, Божественне сяйво з висот, у червоних священичих ризах, як символ мучеництва, навколо голови — німб, символ святості. Його атрибути: Святе письмо — символ мудрості і проповідництва, а також авторства богословських праць, хрест або пальмова гілка — як символ мучеництва, будівля церкви в руках — символ розбудови і утвердження церкви Христової на землі.

## Творча спадщина
- блаж.  Еміліян Ковч. Чому наші від нас утікають? — Львів: Свічадо, 2006.